# Gazi Evrenos
Gazi Evrenos, també escrit antigament Ghazi Ewrenos, (? - Karaferya, 1417) fou un guerrer turc fill de l'emir (general) turc Isa Beg.
Apareix vers 1335 al servei de Sulayman Pasha, nomenat pel seu pare Orhan governador de Karasi, d'on era un dels emirs (generals). Va ser enviat per Orhan al front de forces turques per lluitar a favor de Joan VI Cantacuzè contra Joan V Paleòleg. El 1358 Sulayman Pasha va creuar els Dardanels, i Evrenos va tenir el comandament de la fortalesa de Konur Hisari prop de Gal·lípoli.
Va dirigir un atac a Demòtica i va ocupar Keshan i devastar Ipsala. Fou un dels principals conqueridors de Rumèlia. Mort Orhan va participar en la conquesta d'Adrianòpolis (Edirne) per Murat I el 1362. Va ocupar llavors Ipsala i Komotini (Gumüldjina) i fou nomenat governador (udj-begi).
Va participar en les batalles de Sirp-Sindighi i Tchernomen (Çirmen, 1371) coneguda com a batalla del riu Maritza, on els serbis foren derrotats i el camí a Macedònia va quedar obert. Va conquerir llavors Pherrai (Feredjik) el 1372 i va ocupar després la regió de Perithéorion (Pori), Xanthi (Iskedje) i Maronea (Aret Hisari) el 1373, mentre altres forces ocupaven Kavala, Drama, Zichna, Serres i Karaferya. Vers el 1383 fou nomenat governador de Serres o Serrès (udj-begi) que havia pacificat.
Va prendre part en la conquesta de la gran Macedonia ocupant Karaferya (Yenidje-i Vardar) i Monastir. Va fer part de l'expedició del gran visir Çandarli Khayr al-Din contra el rei montenegrí Balsha II en què aquest sobirà va morir (1385). A la darrera campanya de Murat I va ocupar Uskub (Skopje) i fou el que va derrotar els serbis en un congost permetent als otomans creuar al Morava, en una campanya que va acabar a la batalla de Kosovo. Va rebre de Murat I un feu important que li fou confirmat per Baiazet I el desembre de 1390.
Va participar després a la conquesta de Vodena i Kitros i va fer incursions a Albània; el 1391 era a la campanya de Morea i a la batalla de Nicòpolis (1396) (Nighbolu), després de la qual va tornar a combatre a Albània, i a Hongria i Valàquia. Va retornar a Morea amb Yakub Beg on va conquerir Corint i Argos (1397). El juliol de 1402 va estar present a la batalla d'Ankara contra Tamerlà. Va entrar llavors al servei del pretendent Sulayman Celebi i pel seu compte va fer campanya a Karaman assetjant Aksaray. Mort Sulayman es va retirar i es va amagar de Musa Celebi. Junt amb els beys de Rumèlia va donar suport a Mehmet I fins que va triomfar.
Va morir ja força vell a Karaferya (Yenidje-i Vardar), la residència familiar, el 1417. Va iniciar la família dels Evrenosoğulları, que amb els Mikhailoğulları, el Malkogoğulları i els Turakanoğulları van ser les quatre primeres grans famílies de la noblesa otomana.

## Descendència
Va deixar set fills i diverses filles una de les quals es va casar amb el gran visir Candarli Khalil Pasha i fou mare del gran visir Candarli Ibrahim Pasha. Els seus set fills foren: Khidr Shah, Isa, Suleyman, Ali, Yakub, Barak i Beghde Evrenosoğulları.
Khir Shah va tenir un fill de nom Celebi Mehmed, i aquest un fill de nom Yusuf que va prendre part a la campanya d'Egipte de Selim I.
Entre els altres fills, dos són especialment destacats:
- Isa Evrenosoğulları
- Ali Evrenosoğulları

Isa va deixar un fill de nom Mehmed Evrenosoğulları, governador d'Elbasan que va participar en la victoriosa batalla de Durazzo el 1502.
Ali va deixar tres fills:
- Ahmed Evrenosoğulları
- Evrenos Evrenosoğulları
- Huseyn Evrenosoğulları

Ahmed Evrenosoğulları va tenir tres fills, Suleyman (guàrdia d'un wakf fundat pel seu pare), Musa i Isa Evrenosoğulları (el dos darrers morts en la batalla d'Agha Cayiri contra els mamelucs egipcis el 1488.